# Švédsko na Letních olympijských hrách 2016
Švédsko na Letních olympijských hrách 2016.

## Medailisté
| Medaile | Jméno | Sport             | Disciplína                      |
| ------- | --- | ----------------- | ------------------------------- |
| Zlato   | Sarah Sjöströmová | Plavání           | Ženy 100 m motýlek              |
| Zlato   | Jenny Rissvedsová | Cyklistika        | Ženy cross-country              |
| Stříbro | Emma Johansson | Cyklistika        | Ženy závod s hromadným startem  |
| Stříbro | Sarah Sjöströmová | Plavání           | Ženy 200 m volný způsob         |
| Stříbro | Marcus Svensson | Sportovní střelba | Muži sket                       |
| Stříbro | Henrik Stenson | Golf              | Muži                            |
| Stříbro | Peder Fredricson | Jezdectví         | parkurové skákání (jednotlivci) |
| Stříbro | Jonna Andersson Emilia Appelqvist Kosovare Asllani Emma Berglund Stina Blackstenius Hilda Carlén Lisa Dahlkvist Magdalena Ericsson Nilla Fischer Pauline Hammarlund Sofia Jakobsson Hedvig Lindahl Fridolina Rolfö Elin Rubensson Jessica Samuelsson Lotta Schelin Caroline Seger Linda Sembrant Olivia Schough | Fotbal            | Družstvo žen                    |
| Bronz   | Sarah Sjöströmová | Plavání           | Ženy 100 m volný způsob         |
| Bronz   | Jenny Franssonová | Zápas             | Ženy volný styl 69 kg           |
| Bronz   | Sofia Mattssonová | Zápas             | Ženy volný styl 53 kg           |